# Thonon-les-Bains
Thonon-les-Bains (Frankoprovensalska: Tonon) är en kommun i departementet Haute-Savoie i regionen Auvergne-Rhône-Alpes i sydöstra Frankrike. Kommunen är chef-lieu över 2 kantoner som tillhör arrondissementet Thonon-les-Bains. År 2022 hade Thonon-les-Bains 37 689 invånare.
Historiskt var staden Thonon-les-Bains huvudstad i Chablais, en provins i Hertigdömet Savojen

## Befolkningsutveckling
Antalet invånare i kommunen Thonon-les-Bains
| Referens: INSEE |